# Voglje, Šenčur
Voglje so vas v Občini Šenčur. Sredi vasi stoji baročna cerkev svetega Simona in Juda Tadeja, zgrajena v neoromanskem slogu. Vas je dolgo slovela po 260 let stari lipi, postavljeni ob cerkvi, ki je bila ena najstarejših in najlepših lip v Sloveniji. Leta 2011 je bila uničena v nevihti.
Vas leži na Kranjskem polju med Šenčurjem, Voklom, Trbojami in letališčem Brnik. Severno od nje leži Kurja vas. Voglje so lep primer središčne vasi, nastale okrog jezera. Tega so leta 1961 zasuli in spremenili v park. 
Najdba novca iz prve polovice 3. stoletja priča o rimski poti, ki je potekala skozi kraj. V zgodovinskih virih je kraj prvič omenjen leta 1247. Leta 1327 je bil v Vogljah nastanjen vitez Henrik Vogljan. Iz Vogelj sta bila tudi pravnik Janez Burgar, praded pisatelja Janka Kersnika, in profesor Luka Burgar. 
Zborovsko petje v Vogljah ima dolgoletno tradicijo, ki jo nadaljujeta cerkveni pevski zbor in Oktet Voglje. 
V vasi živi čez 618 prebivalcev, vas je kmetijsko naravnana, kmetje pridelujejo koruzo, krompir, žita in krmne rastline.

## Cerkev sv. Simona in Jude Tadeja
Cerkev sv. Simona in Jude Tadeja je sorazmerno mlada cerkev, saj je nastala v 17. stoletju v obdobju baroka. Postavili so jo leta 1750 na mesto, kjer je bila prej starejša.